# Alby Ramos
Albenér Amós de Moura (Ibaiti, Paraná, 24 de dezembro de 1951), nome artístico Alby Ramos, é um ator, diretor, e produtor brasileiro.

## Biografia
Nascido no interior do Paraná, Alby desde cedo sonhava com a carreira de ator, posteriormente mudando para centros maiores, realizando seu sonho, trabalhando na TVE Brasil e na TV Globo onde atua até hoje. Participou do quadro, ao lado de Heloísa Perissé onde fazia o personagem Fonseca, que sempre era colocado em apuros, e tinha o bordão: "Não com essas palavras". E esteve na minissérie da TV Globo, Capitu, dirigida por Luiz Fernando Carvalho.

## Carreira

### No teatro
As velas Infantis- de Reine Salmão- 1961
João Batista-  de Ferreira Pinto- 1965
O Rico e o Pobre- de Antonio Campos Soares - 1965
Minha Mãe- de Edgard de Carvalho - 1966
Os Discípulos dos Pés Sangrentos – de Ferreira Pinto - 1967
Ele Voltou - de Adilza Santos- 1968
O Rei e o Príncipe – de Jacy Franco Cordeiro - 1969
Apague meu Spot-Light – de Jocy de Oliveira - 1972
Cidade sem Portas – de Aderbal Fortes Júnior e Paulo Vítola – 1972
Quatro Balazos – de Alberto Centurião – 1973
Uma Lata Vazia – de Manoel Carlos Karam – 1973
Em Busca da terra Prometida – de Luiz Pires – 1973
Maria Minhoca – de Maria Clara Machado – 1973
Natal na Praça - de Henri Ghéon – 1973
A Torre em Concurso - de Joaquim Manoel de Macedo – 1974
O Gran Circo Gonzaga – de Paulo Afonso Gregorio - 1974
Fuga para o Egito – Zuleika Mello – 1974
Dois Palhaços na Lona – de  Alby Ramos e Badalhoca – 1975
Show Circense – de Olegário de Holanda e Alby Ramos – 1975
Peteleco Eco – de José Roberto Mendes – 1975
Viva o Cordão Encarnado – de Luiz Marinho - Dir. Luiz Mendonça  – 1975
Cancão de Fogo – de Jairo Lima – Dir. Luiz Mendonça- 1976
Lampião no Inferno – de Jairo Lima – Dir. Luiz Mendonça - 1976
Da Lapinha ao Pastoril – de Leandro Filho e Luiz Mendonça – 1977
Dom Quixote de La Mancha – Alexandre Marques – 1977
Onde Canta o Sabiá – de Gastão Tojeiro – 1977
Era uma Vez na Erótika – de Gugu Olimecha – Dir. Yang - 1978
A Revolução dos Patos – Walter Quaglia – Dir. José Roberto Mendes - 1978
Nadim nadinha Contra o Rei de Fuleiró – Mario Brasine – 1979
Fando e Lis – Fernando Arrabal – Dir. Rúbens Correia 1979
Via Sacra (Paixão de Cristo) – de José Paulo Moreira da Fonseca – 1980
Flicts a Cor – de Aderbal Freire Filho e Ziraldo – 1980
Morte Acidental de um Anarquista – de Dario Fó – 1980
O Menino Maluquinho – de Ziraldo e Demétrio Nicolau – 1981
O Pecado Capitalista – de Gugu Olimecha – 1981
Votando na Urninha Delas – de Gugu Olimecha, Aldir Blanco e Mauricio Tapajós- 1982
A Eterna Luta entre o Homem e a Mulher – Millôr Fernandes - 1983
Mulheres Já – de Alby Ramos e Amândio Silva Filho – 1984
A Vedete do Subúrbio – de José Maria Rodrigues e Ronaldo Grivet – 1985
Atrapalhados no tempo - de Fernando Pallitot - 1987
No País do Fio Dental – Gugu Olimecha, Alby Ramos e Tânia Ferreira – 1988
Hamlet – William Shakespeare. Tradução Millôr Fernandes - Dir. Marcos Alvise – 2001
Tio Vânia - Anton Tchekhov - Dir. Aderbal Freire-Filho- 2003
Nas asas da imaginação -  de Luiz Carlos Bahia - Dir. Alby Ramos - 2005
O Presente - de Cleuza Brandão. Dir. Alby Ramos – 2008
Big Show Riso - Stand - Up 2010

### Na televisão
Novelas
A Conquista – Dir. Jacy Campos - 1977 – TVE
Memórias de Amor – (Silvino) - Dir. Gracindo Júnior - 1979 – Globo
Sítio do Picapau Amarelo – Dir. Geraldo Casé - 1979 – Globo
Corpo Santo – de José Louzeiro - Dir. José Wilker e Ary Coslov – 1987 - Rede Manchete
Mandacaru – (Agenor) – Dir. Walter Avancini - 1998 - Rede Manchete
Laços de Família - (Bira) - de Manoel Carlos - Dir. Ricardo Waddington e Marcos Schectman - 2000 - Globo
Sítio do Picapau Amarelo - (Capitão Gancho) - Episódio: Memórias de Emilia, o picapau amarelo & Peter Pan - Dir. Roberto Talma, Marcio Trigo e Pedro Vasconcelos - 2001 - Globo
Desejos de Mulher - (Zezão) - Dir. Denis Carvalho - 2002 - Globo
Belíssima - de Sílvio de Abreu – (Juventino) - Dir. Denise Saraceni - 2005 e 2006 - Globo
Paraíso Tropical - de Gilberto Braga - Dir. Dennis Carvalho e Maria de Médicis -  2007 - Globo
Tempos Modernos - (Sabiá) - de Bosco Brasil - 2010 TV Globo.
Dir. José Luiz Villamarim
Teatro na televisão
O Avarento – De Molière – 1974 - TV Tupi
O Noviço – de Martins Penna – 1974 - TV Tupi
A Menina Que Perdeu o Gato Enquanto Dançava o Frevo na Terça-feira de Carnaval – 1980 – TVE
Auto da Compadecida – de Ariano Suassuna - 1984 – TVE
O Planeta  dos Homens - 1976 – Globo
Conexão Mundial – 1988 - TVE
Domingo é dia de Graça - 1977 - TV Tupi
O Abelhudo – 1980 -TVE
Patati Patata – 1980 - Dir. Roberto Salvador - TVE, SBT, Rede Bandeirantes
Assim Está Escrito – 1982 - Dir. Geraldo Casé - TVE
Bazar Tem Tudo – 1982 – TVE
Tio Maneco – 1983 – Dir. Flávio Migliaccio - TVE
Bar Academia - 1984 - Dir. Walter Campos - Rede Manchete
Fantasias – 1985 - TVE
Tamanho Família – 1985 – Rede Manchete
Lupulimpimclapatopo – 1986 - Dir. Alcino Diniz - Rede Manchete
A Turma do Pererê – 1999 - de Ziraldo – Dir. Sônia Garcia - TVE
Canta Conto – 1991 a 1993 - Dir. José Roberto Mendes - TVE
Um Salto para o Futuro (Faça e Refaça) – 1995 - Dir. Harrison Batista - TVE
Família Brasil – Episódio: O Cigarra - 1993 - de Carlos Eduardo Novaes - Dir. Ary Coslov - Rede Manchete
Guerra dos Pintos - Episódio: Duelo das Peruas - 1999 - Dir. Naum Alves - Bandeirantes
Zorra Total - (Fonseca) - 2002 - Dir. Maurício Sherman - Globo
Sob nova direção – Episódio: Vestidas p/ matar - (Zélio) - 2005 - Dir. Mauro Farias – Globo
- Seriados

Chapadão do Bugre - de Mário Palmério - Dir. Walter Avancini e Jardel Mello - Bandeirantes – 1987
Abolição e Proclamação da República - Dir. Walter Avancini - Globo - 1988
Marye Galant (Mine-série da TV Francesa) - Dir. Jean-Pierre Richard - 1990
Mad Maria – Dir. Amora Mautner, Direção Geral: Ricardo Waddington - Globo - 2005
Carga Pesada – Episódio: Sorte grande - (Expedito) - Dir. Ary Coslov, Direção geral Roberto Naar - Globo - 2005
- 2008 - Capitu

### No cinema
Spot Light – Dir. Paulo Koeller – 1972
Os Revoltados – de José Roberto Mendes - Dir. José Roberto Mendes – 1974
O Casamento – de Nélson Rodrigues - Dir. Arnaldo Jabor – 1974
Morte e Vida Severina - de João Cabral de Melo Neto - Dir. Zelito Viana – 1976
Deus lhe Pague – de Juracy Camargo - Dir. Edison Nequete – 1976
Essa Freira é uma Parada – Dir. Roberto Machado – 1976
Tudo Bem – Dir. Arnaldo Jabor – 1977
Uma Cama para Três – Dir. Geraldo Gonzaga – 1978
O Cavalinho Azul – de Maria Clara Machado - Dir. Eduardo Escorel – 1983